# Mohave Valley

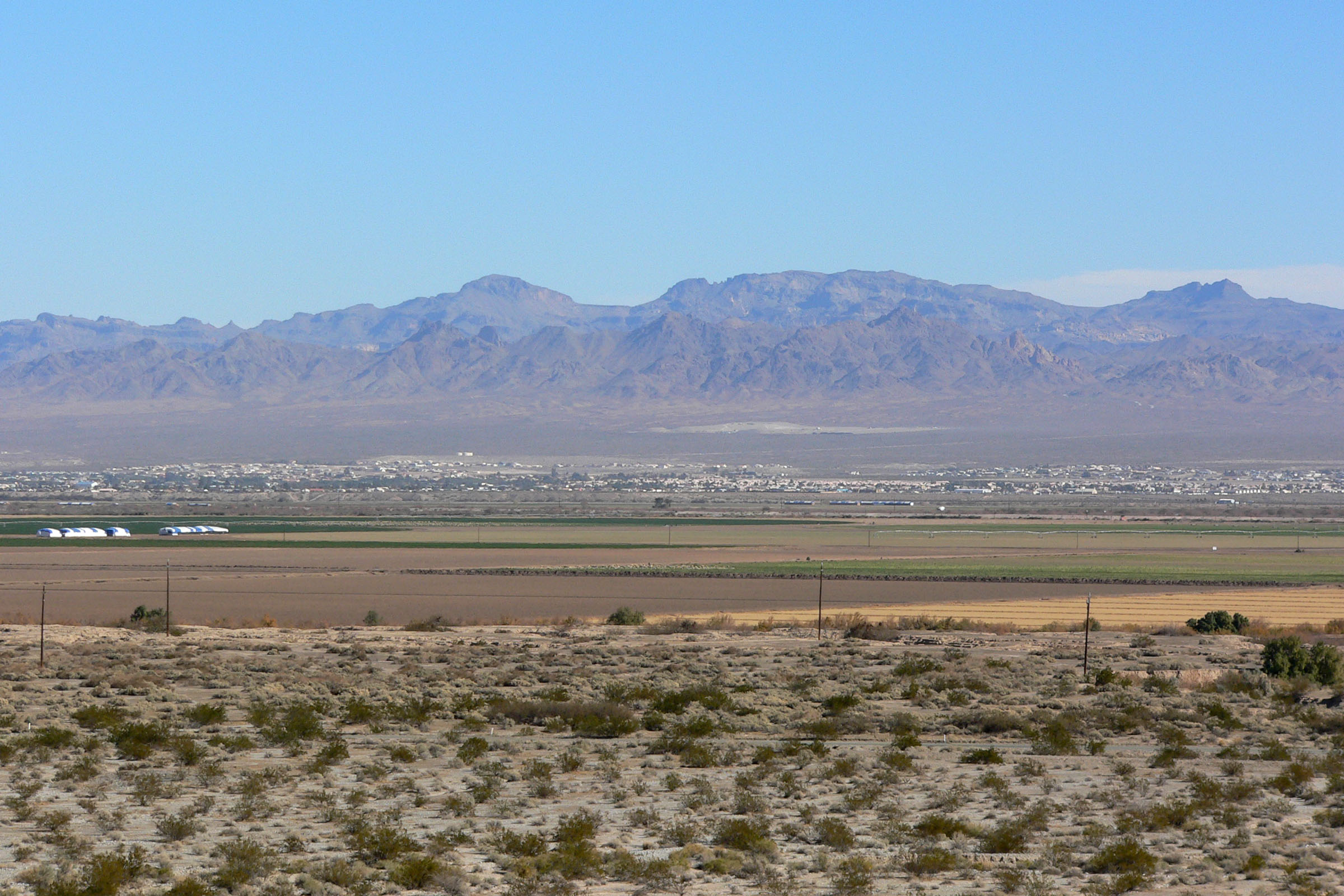
Il panorama della Mohave Valley

La Mohave Valley è una valle situata principalmente sulla sponda orientale del fiume Colorado che scorre a sud nel nord-ovest dell'Arizona. La valle si estende nella contea di San Bernardino in California; il lato settentrionale della valle si estende nell'estremo sud-est della contea di Clark, nel Nevada. La parte principale della valle si trova nella parte sud-ovest della contea di Mohave, in Arizona, e si trova all'incrocio tra i deserti del Mojave a sud-est e il Sonora a nord-ovest.
La valle si estende nei tre stati della California, dell'Arizona e del Nevada, e la riserva indiana di Fort Mojave si estende anche a loro. A ovest, la valle confina con le Dead Mountains della California che si affacciano sul punto di intersezione dei tre stati.
Needles sulla Interstate 40 si trova sul margine sud-occidentale della valle che domina l'Havasu National Wildlife Refuge e il Topock Marsh. Il villaggio di Topock si trova all'estremità sud della valle dove le Chemehuevi Mountains della California limitano il Colorado allo stretto Mohave Canyon.